# Arnold von Laer
Arnold von Laer (* 30. Juli 1865 auf Gut Oberbehme; † 13. Mai 1924 in Springe) war ein deutscher Verwaltungsjurist.

## Leben
Laer war ein Sohn des Rittergutsbesitzers von Laer in Oberbehme. Er besuchte ab 1876 Gymnasien in Herford und Gütersloh, wo er 1885 auch die Reifeprüfung ablegte. Anschließend studierte er Rechtswissenschaften in Lausanne, Heidelberg, Tübingen und Berlin. In Heidelberg war er Mitglied des Corps Vandalia. 1888 bestand Laer in Berlin das Referendarexamen. 1891 wurde er Regierungsreferendar in Hannover, 1894 Regierungsassessor in Neustadt am Rübenberge, 1897 in Kassel. Von 1902 bis 1924 war er Landrat des Kreises Springe. Dem Hannoverschen Provinziallandtag gehörte er von 1904 bis zum 1. September 1919 an. Nachrücker im Provinziallandtag wurde Gustav Stölting.